# Éliminatoires du Championnat d'Europe de football 2000, groupe 5
Cet article donne le calendrier, les résultats des matches ainsi que le classement du groupe 5 des éliminatoires de l'Euro 2000.

## Classement
| Rang | Équipe     | Pts | J | G | N | P | Bp | Bc | Diff |  | Résultats (▼ dom., ► ext.) |     |     |     |     |     |
| ---- | ---------- | --- | - | - | - | - | -- | -- | ---- |  | -------------------------- | --- | --- | --- | --- | --- |
| 1    | Suède      | 22  | 8 | 7 | 1 | 0 | 10 | 1  | +9   |  | Suède                      |     | 2-1 | 2-0 | 1-0 | 2-0 |
| 2    | Angleterre | 13  | 8 | 3 | 4 | 1 | 14 | 4  | +10  |  | Angleterre                 | 0-0 |     | 3-1 | 0-0 | 6-0 |
| 3    | Pologne    | 13  | 8 | 4 | 1 | 3 | 12 | 8  | +4   |  | Pologne                    | 0-1 | 0-0 |     | 2-0 | 3-0 |
| 4    | Bulgarie   | 8   | 8 | 2 | 2 | 4 | 6  | 8  | -2   |  | Bulgarie                   | 0-1 | 1-1 | 0-3 |     | 3-0 |
| 5    | Luxembourg | 0   | 8 | 0 | 0 | 8 | 2  | 23 | -21  |  | Luxembourg                 | 0-1 | 0-3 | 2-3 | 0-2 |     |

## Résultats et calendrier
| 5 septembre 1998 | Suède                       | 2 - 1 | Angleterre  | Stade Råsunda, Solna                               |                                                    |
|                  | Andersson 30e · Mjällby 32e |       | 1re Shearer | Spectateurs : 35 934 Arbitrage : Pierluigi Collina | Spectateurs : 35 934 Arbitrage : Pierluigi Collina |

| 6 septembre 1998 | Bulgarie | 0 - 3 | Pologne                         | Stade Neftochimik, Burgas                   |                                             |
|                  |          |       | 19e 44e Czereszewski · 48e Iwan | Spectateurs : 17 100 Arbitrage : Marc Batta | Spectateurs : 17 100 Arbitrage : Marc Batta |

| 10 octobre 1998 | Angleterre | 0 - 0 | Bulgarie | Stade de Wembley, Londres                      |
|                 |            |       |          | Spectateurs : 72 974 Arbitrage : László Vágner |

| 10 octobre 1998 | Pologne                                     | 3 - 0 | Luxembourg | Stade Wojska Polskiego, Varsovie             |                                              |
|                 | Brzęczek 18e · Juskowiak 33e · Trzeciak 65e |       |            | Spectateurs : 8 300 Arbitrage : Bujar Pregja | Spectateurs : 8 300 Arbitrage : Bujar Pregja |

| 14 octobre 1998 | Bulgarie | 0 - 1 | Suède       | Stade Neftochimik, Burgas                        |                                                  |
|                 |          |       | 62e Larsson | Spectateurs : 12 021 Arbitrage : Bernd Heynemann | Spectateurs : 12 021 Arbitrage : Bernd Heynemann |

| 14 octobre 1998 | Luxembourg | 0 - 3 | Angleterre                                    | Stade Josy-Barthel, Luxembourg                   |                                                  |
|                 |            |       | 18e Owen · 38e (pen.) Shearer · 88e Southgate | Spectateurs : 8 054 Arbitrage : Sotirios Vorgias | Spectateurs : 8 054 Arbitrage : Sotirios Vorgias |

| 27 mars 1999 | Angleterre          | 3 - 1 | Pologne      | Stade de Wembley, Londres                           |                                                     |
|              | Scholes 12e 22e 70e |       | 28e Brzęczek | Spectateurs : 73 836 Arbitrage : Vítor Melo Pereira | Spectateurs : 73 836 Arbitrage : Vítor Melo Pereira |

| 27 mars 1999 | Suède                     | 2 - 0 | Luxembourg | Ullevi, Göteborg                                 |                                                  |
|              | Mjällby 34e · Larsson 86e |       |            | Spectateurs : 37 728 Arbitrage : Vasyl Melnychuk | Spectateurs : 37 728 Arbitrage : Vasyl Melnychuk |

| 31 mars 1999 | Luxembourg | 0 - 2 | Bulgarie                      | Stade Josy-Barthel, Luxembourg                 |                                                |
|              |            |       | 18e Stoitchkov · 38e Yordanov | Spectateurs : 3 004 Arbitrage : Milan Mitrovič | Spectateurs : 3 004 Arbitrage : Milan Mitrovič |

| 31 mars 1999 | Pologne | 0 - 1 | Suède         | Stade de Silésie, Chorzów                    |                                              |
|              |         |       | 36e Ljungberg | Spectateurs : 28 860 Arbitrage : Markus Merk | Spectateurs : 28 860 Arbitrage : Markus Merk |

| 4 juin 1999 | Pologne              | 2 - 0 | Bulgarie | Stade Wojska Polskiego, Varsovie                |                                                 |
|             | Hajto 15e · Iwan 62e |       |          | Spectateurs : 6 266 Arbitrage : Stefano Braschi | Spectateurs : 6 266 Arbitrage : Stefano Braschi |

| 5 juin 1999 | Angleterre | 0 - 0 | Suède | Stade de Wembley, Londres                           |
|             |            |       |       | Spectateurs : 75 824 Arbitrage : José García-Aranda |

| 9 juin 1999 | Bulgarie        | 1 - 1 | Angleterre  | Stade de l'armée bulgare, Sofia                     |                                                     |
|             | Markov (en) 18e |       | 15e Shearer | Spectateurs : 17 500 Arbitrage : Mario van der Ende | Spectateurs : 17 500 Arbitrage : Mario van der Ende |

| 9 juin 1999 | Luxembourg                   | 2 - 3 | Pologne                                        | Stade Josy-Barthel, Luxembourg                  |                                                 |
|             | Birsens 76e · Vanek (en) 82e |       | 22e Siadaczka (en) · 45e Wichniarek · 68e Iwan | Spectateurs : 2 806 Arbitrage : Valentin Ivanov | Spectateurs : 2 806 Arbitrage : Valentin Ivanov |

| 4 septembre 1999 | Angleterre                                        | 6 - 0 | Luxembourg | Stade de Wembley, Londres                       |                                                 |
|                  | Shearer 12e (pen.) · McManaman 30e 44e · Owen 90e |       |            | Spectateurs : 68 772 Arbitrage : Sergei Shmolik | Spectateurs : 68 772 Arbitrage : Sergei Shmolik |

| 4 septembre 1999 | Suède             | 1 - 0 | Bulgarie | Stade Råsunda, Solna                        |                                             |
|                  | Alexandersson 65e |       |          | Spectateurs : 35 640 Arbitrage : Dani Koren | Spectateurs : 35 640 Arbitrage : Dani Koren |

| 8 septembre 1999 | Luxembourg | 0 - 1 | Suède             | Stade Josy-Barthel, Luxembourg                  |                                                 |
|                  |            |       | 39e Alexandersson | Spectateurs : 4 228 Arbitrage : Attila Hanácsek | Spectateurs : 4 228 Arbitrage : Attila Hanácsek |

| 8 septembre 1999 | Pologne | 0 - 0 | Angleterre | Stade Wojska Polskiego, Varsovie              |
|                  |         |       |            | Spectateurs : 14 025 Arbitrage : Günter Benkö |

| 9 octobre 1999 | Suède                         | 2 - 0 | Pologne | Stade Råsunda, Solna                       |                                            |
|                | Andersson 64e · Larsson 90+3e |       |         | Spectateurs : 35 037 Arbitrage : Urs Meier | Spectateurs : 35 037 Arbitrage : Urs Meier |

| 9 octobre 1999 | Bulgarie                                      | 3 - 0 | Luxembourg | Stade de l'armée bulgare, Sofia                 |                                                 |
|                | Borimirov 40e · Petkov 68e · Hristov (en) 78e |       |            | Spectateurs : 2 000 Arbitrage : Ladislav Gadoši | Spectateurs : 2 000 Arbitrage : Ladislav Gadoši |